# Haun-malmi mészárlás
A Haun-malmi mészárlás egy tragikus esemény a mormonizmus történetében. 1838. október 30-án egy milicista egység támadást indított a szentek egy kis közössége ellen, a Haun malomnál a Shoal patak mentén, Caldwell megyében (Missouri). A legvéresebb összetűzés volt az 1838-as Mormon háborúban. A támadók közül név szerint ismert ötvenöt férfit soha nem állították bíróság elé.

## A Haun-malom
A Haun-malmot 1835–1836-ban Jacob Haun, egy utolsó napi szent telepes alapította a Shoal patak partján, Caldwell (Missouri) megyében. 1838 októberében körülbelül 75 mormon család élt a patak mellett, ebből körülbelül 30 a malom és a patkolókovács műhelyének közvetlen szomszédságában.

## A Missouri milícia
A mészárlásban részt vevő milíciát William Jennings ezredes, Caldwell megye seriffje vezette. A rajtaütéskor a 240 férfi között olyan prominens személyek is voltak, mint Charles Ashby, Missouri állam törvényhozó testületéből és Thomas O. Byron, lelkész  Livingston megyéből.
Bár a vérengzés néhány nappal Lilburn Boggs kormányzó "Kiirtási" rendeletének kiadása után történt, történészek szerint a milícia erről nem tudott.

## Fegyverszünet
A Haun-malmi mormon telepesek között nyugtalanság uralkodott a milícia növekvő ereje miatt. Október 28-án vasárnap egy tanácskozást tartottak arról, hogyan védjék meg magukat. Azt határozták hogy megszervezik a védelmet és 28 férfi felfegyverkezve készenlétben áll. Ugyanaznap este, a milícia egyik csapata követet küldött és fegyverszünetet kötöttek a telepesekkel. Események nélkül telt el a hétfő, és kedd nagy része.

## Mészárlás
Október 30-án, kedden, a milícia belovagolt a közösségbe. David Evans, a közösség egyik vezetője, a milícia felé futott, integetve a kalapjával, békét javasolva. A milícia közeledésére a legtöbb utolsó napi szent nő és gyermek a délre fekvő erdőbe menekült, míg a férfiak többsége harcra készen elbarikádozta magát a patkolókovács műhelyében. Az épület nem nyújtott elegendő védelmet, mert a hézagosan elhelyezett gerendák között a támadók könnyen belőhettek. A műhely halálos csapdává vált, mivel a milícia irgalmat nem ismerve, körülbelül száz pisztollyal és puskával lőtte az épületet.
A kezdő támadás után sokakat agyonlőttek a sebesültek és azok közül akik megadták magukat. A milicisták a műhelyben megtalálták a tízéves Sardius Smith-t a fújtató alá rejtőzve. William Reynolds fegyverét a fiú fejéhez téve, szétlőtte a koponyája felső részét és evett az agyvelejéből. Reynolds később így magyarázta: "A serkékből tetű lesz, és ha tovább él, mormonná vált volna." A hetvennyolc éves Thomas McBride letette a fegyverét Jacob Rogers előtt, aki ezután lelőtte és testét feldarabolta egy késsel. Sok más áldozatot megcsonkítottak vagy ellopták a ruháikat, és sok nőt megerőszakoltak. A házakat kifosztották, a raktárakat, sátrakat és ruhákat elrabolták, a lovakat és a háziállatokat elhajtották, nyomorúságban hagyva a túlélő nőket és gyermekeket.
A vérengzésnek legalább 18 mormon áldozata volt: Hiram Abbott, Elias Benner, John Byers, Alexander Campbell, Simon Cox, Josiah Fuller, Austin Hammer, John Lee, Benjamin Lewis, Thomas McBride (78), Charley Merrick (9), Levin Merrick, William Napier, George S. Richards, Sardius Smith (10), Warren Smith, and John York. További 13 megsebesült, köztük egy nő és egy 9 éves fiú. Egy nem mormon szimpatizánst is megöltek. A 250 milicistából 3-an könnyebben megsebesültek. A mészárlás után, a halottakat egy félig kész kútba dobták, földdel és szalmával befedve. A túlélők és a sebesültek Far West-nél gyülekeztek védelmet kérve.

## A mészárlás utólagos hatása

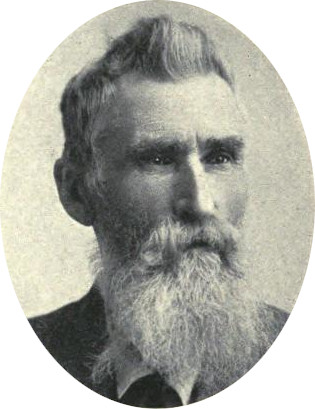
Jacob Foutz, az 1838-as mészárlás túlélője. A történtek után a többi mormon hívővel együtt elmenekült Missouri államból és tíz évvel később mint utahi lakos érte a halál, 1848-ban.

A mészárlás után Philo Dibble azt állította, hogy "Joseph testvér üzenetet küldött a szenteknek a malom tulajdonosán keresztül, hogy jöjjenek Far Westbe, de Haun úr nem továbbította az üzenetet." Az esetről Joseph Smith próféta a következőt jegyezte fel: "A mai napig az Úr bölcsességet adott nekem, hogy megmentsem a tanácsot elfogadó embereket. Senkinek nem esett bántódása, aki megfogadta azokat." Aztán feljegyezte hogy ártatlanok életét lehetett volna megmenteni a Haun malomnál, ha a tanácsát megkapták és megfogadták volna.
Bár az elkövetők évekig dicsekedtek a tetteikkel, egyik milicistát sem állították bíróság elé, és a szentek erőfeszítései, hogy igazságot szerezzenek a missouri bíróságokon, kudarcot vallottak.
A mészárlás helyszínét történelmi helyként Krisztus Közössége tartja fenn. Az egyház régészeti kutatásokat folytat a Haun malmi település épületeinek és területének feltárására.
A tragikus esemény szerepel Az Utolsó Napi Szentek Jézus Krisztus Egyháza Örökségünk (Legacy) című filmjében. Bud Spencer és Terence Hill Az ördög jobb és bal keze című vígjátéka is részben visszavezethető a Haun-malom mellett elkövetett mészárlásra: a filmben nyerészkedő lótenyésztők és mexikói banditák akarnak legyilkolni mormon telepeseket, hogy rátegyék a kezüket a településükön található legelőkre.

## Külső hivatkozások
- Haun-malmi mészárlás az Internet Movie Database oldalon (angolul)
- https://www.youtube.com/watch?v=6QcN6n05kkg&feature=related